# 소림사 목련도사
"소림사 목련도사"는 한국에서 제작된 이혁수 감독의 1978년 영화이다. 권영문 등이 주연으로 출연하였고 김태수 등이 제작에 참여하였다.

## 출연

### 주연
- 권영문
- 김민정
- 최봉
- 나유

## 기타
- 조명: 손달호
- 녹음: 손인호
- 미술: 노인택